# Зольність
Зольність (рос. зольность, англ. ash content, нім. Aschegehalt m, Aschehaltigkeit f) — вміст у відсотках незгоряючого залишку (на безводну масу), який утворюється з мінеральних домішок палива при його повному згорянні. Позначається символом А і виражається у відсотках. Для практичних цілей значення зольності, визначене по аналітичній пробі (Аа), зазвичай перераховується на суху масу Ad, або робочий Ar стан палива. Для всіх типів твердих палив зольність — один з основних показників; використовується як обліковий, балансний та розрахунковий показник у практиці видобутку, переробки та споживання вугілля. На показнику зольність вугілля ґрунтується більшість існуючих методів оцінки ефективності процесів збагачення вугілля, а також діючий прейскурант гуртових цін на вугілля та продукти його збагачення. Існує тісний кореляційний зв'язок між зольністю вугілля та теплотою його згоряння.

## Визначення зольності
Умови визначення зольності стандартизовані. Зольність вугілля внаслідок внутрішньої золи (материнської) зазвичай коливається в межах 1-15 %, але при тонкодисперсному розподілі неорганічного матеріалу досягає десятків процентів з поступовим переходом вугілля у вуглисті породи (з Аd до 60 %). При звичайному збагаченні вугілля ця зола не видаляється. Як правило, переважна частина мінеральних домішок, що складають зовнішню золу, може бути видалена при збагаченні. Зольність палив нормується державними стандартами. Найвища допустима межа зольності рядового вугілля, відсівів, штибів, промпродукту і шламів збагачення встановлена для умов спалення у пилоподібному стані — Аd = 45 %. Для шарового спалення використовується вугілля з Аd не більше 37,5 %, для коксування — концентрати збагачення з Аd до 10-14 %). Зольність горючих сланців коливається в широких межах (Аd 48-72 %). Торф за змістом золи поділяють на: малозольний (менш як 5 %), середньозольний (5-10 %) і високозольний (понад 10 %).
Зольність вугілля і горючих сланців визначається озоленням проби палива в муфельній печі й прожарюванням зольного залишку при температурі 800–830 °C. Для прискореного обзолення горючих сланців — при температурі 850–875 °C. Зольність вугілля визначається також рентгенометричним методом — за параметрами йонізуючого випромінювання після взаємодії з вугіллям.